# القناة السلافية الدولية
القناة السلافية الدولية (بالإنجليزية: Slavonic Channel International)‏ هي قناة تلفزيونية سلافية تتحدث اللغات الأوكرانية والروسية والإنجليزية، تأسست في 14 ديسمبر 1994.
يعتزم إبلاغ ثقافة السلاف في جميع أنحاء العالم والمجتمع الدولي حول جوانب مختلفة من الحياة لالسلاف، والتقاليد الغنية، والثقافة، انجازات ومساهمة كبيرة في السلاف في تطوير الحضارة العالمية.

## وصلات خارجية
- الموقع الرسمي للقناة